# Schirmmacher
Ein Schirmmacher (in älteren Bezeichnungen auch Umbellarius, Parapluiemacher oder Parasolmacher) entwirft und fertigt Schirme. Der anerkannte Ausbildungsberuf wird in der Gruppe der Holzhandwerker geführt, obwohl in Regen- oder Sonnenschirmen längst viele Metall- und Kunststoffteile verwendet werden. Die Schirmmacher gehören einem mittlerweile seltenen Berufszweig an.

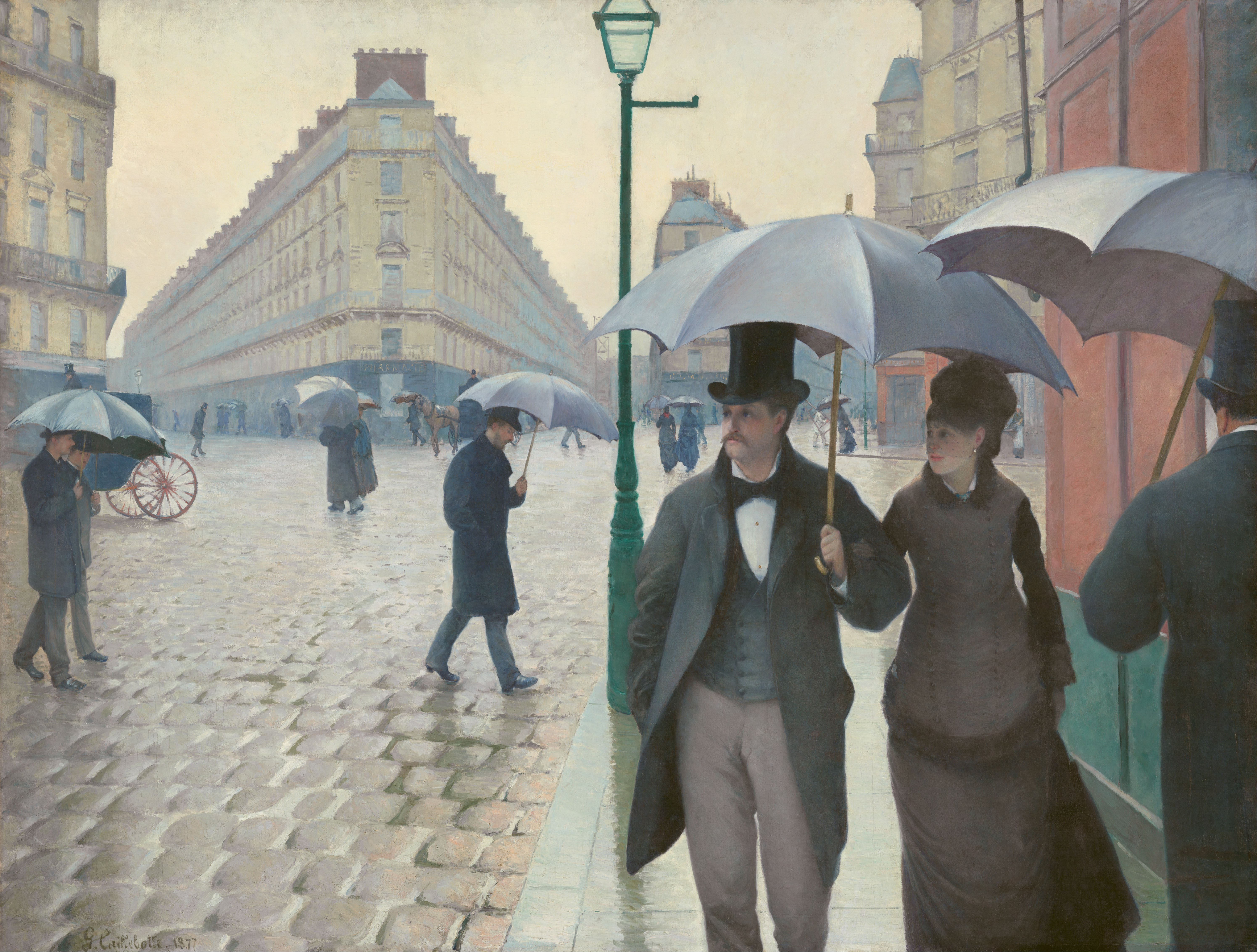
Gustave Caillebotte: Rue de Paris, temps de pluie (1877)

## Geschichte

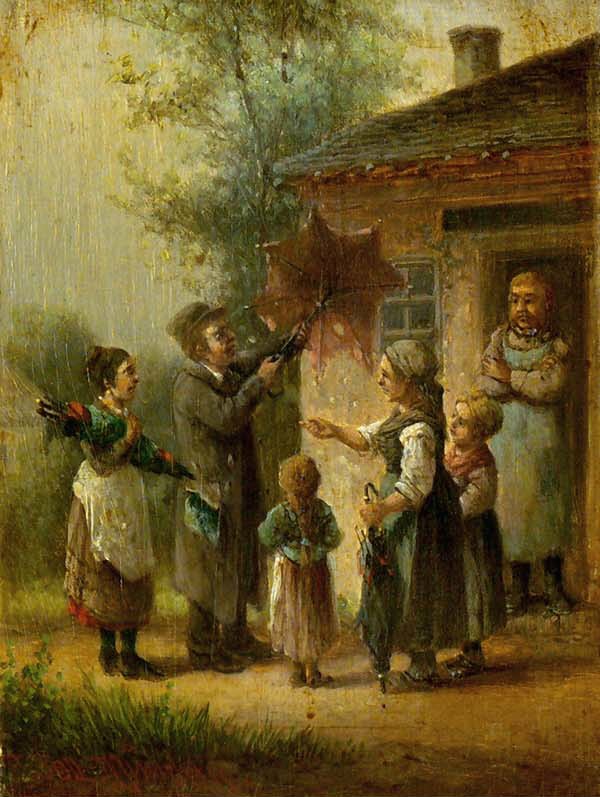
Anton Doll: Der Schirmverkäufer, 1826

Es handelt sich um eine in der Menschheitsgeschichte sehr alte Tätigkeit, die ein Schirmmacher ausübt. Von ersten Sonnenschirmen wird bereits aus der Zeit der ägyptischen Pharaonen berichtet. 
Der Schutz vor Unbilden der Witterung durch Schirme war anfänglich Herrschern und Adligen vorbehalten, denn das Produkt hatte seinen Preis. In Südeuropa wurden im 17. Jahrhundert Sonnenschirme bereits in größerem Umfang verwendet. Im 18. Jahrhundert setzte sich der Schirm als Schutz gegen Regen zunächst in England durch, populär gemacht durch Jonas Hanway, und verbreitete sich anschließend in der Bevölkerung Mitteleuropas.
Die große Nachfrage im Biedermeier führte bald zur industriellen Fertigung in Fabriken und der Niedergang selbstständiger Schirmmacher setzte ein. Handwerklich angefertigte Regen- oder Sonnenschirme kosten gegenwärtig deutlich mehr als Industrieprodukte, können aber in Qualität und Haltbarkeit Vorteile haben.

## Produkte

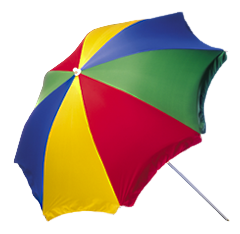
Sonnenschirm

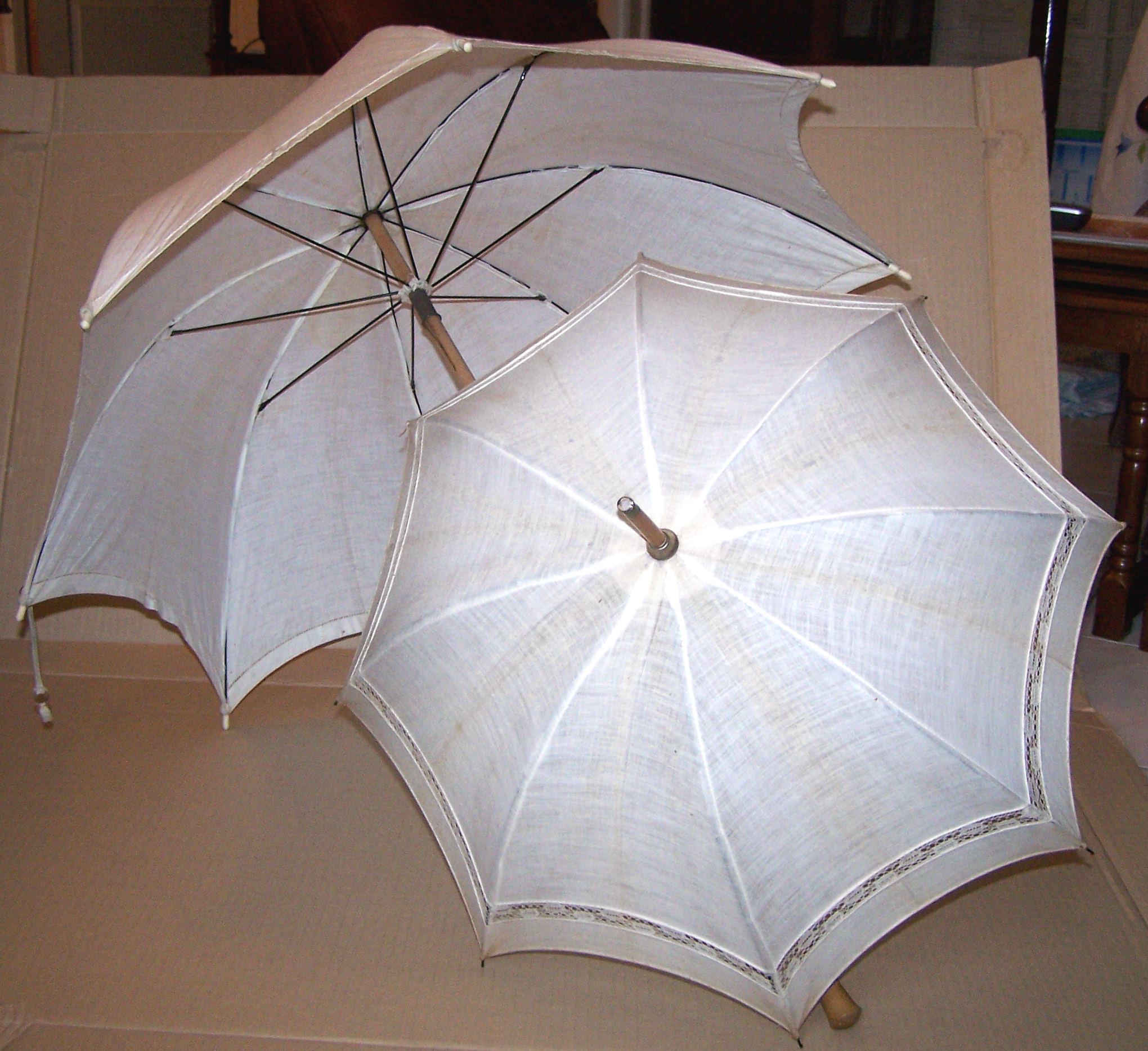
Regenschirm

Klassischerweise werden vom Schirmmacher alle Arten von Regenschirmen (veraltet Parapluie) und Sonnenschirmen (veraltet Parasol) für die Kundschaft hergestellt. Hinzu kommen Schirme für den Garten, für Camper oder die Gastronomie im Freien.

## Aufgaben
Der Schirmmacher konzipiert Schirme für jeden gewünschten Zweck. Er erzeugt die dafür erforderlichen Bestandteile wie beispielsweise das Gestell, den Griff oder den Schirmstock, fertigt aus Stoffen die Schirmdecke an und fügt die einzelnen Teile zu einem funktionierenden Produkt zusammen. Der Schirmmacher repariert im Bedarfsfall den Schirm. Er kann Kunden beim Schirmkauf beraten.

## Beruf, Aus- und Weiterbildung
Das Handwerk eines Schirmmachers konnte bis 1998 in Deutschland in einer dreijährigen Ausbildung erlernt werden. Als Gesellenstück wurde an ihrem Ende das Anfertigen eines Schirmes in maximal vier Stunden verlangt. Die Fachkenntnisse wurden in einer theoretischen Prüfung vor der Handwerkskammer erfragt und bei ihrem Bestehen der Gesellenbrief ausgestellt. Nach bestandener Meisterprüfung kann sich der Schirmmacher selbstständig machen. Die entsprechende Meisterausbildung ist infolge der Abschaffung des zugrunde liegenden Ausbildungsberufes ebenfalls nicht mehr möglich. In der DDR trug man nach erfolgreichem Ablegen der Meisterprüfung den Titel "Meister/in - Textilverarbeitendes Handwerk, o.n.A.". Schirmmachereien verfügen oft über ein Ladengeschäft, das die in der angegliederten Werkstätte hergestellten Schirme verkauft. 

### Fertigkeiten

Die Teile eines Schirms

Der Beruf setzt das Beherrschen verschiedener Techniken voraus. 
- Der Umgang mit den Schirmstoffen verlangt unter anderem das Messen, Zuschneiden, Einschneiden, Näharbeiten per Hand oder mittels Maschine, das Dämpfen und gegebenenfalls ihr nachträgliches Imprägnieren.
- Das Gestell erfordert Fachwissen über den Einsatz von Bohrer, Feile und Raspel. Es kann nötig sein, die Einzelteile zu schleifen, in die Drehbank zu spannen, zu fräsen, sie zu verschrauben, zu vernieten oder miteinander zu verzapfen.
- Das Zusammenbauen der Werkstoffe geschieht ferner durch Verleimen oder Verkleben, es muss gebeizt und auch poliert werden. Griffe und Tops sind fachgerecht einzupassen. Das Gestell wird benäht und mit der Schirmdecke versehen.
- Die Aufspannautomatik des Schirms wird durch das Einsetzen und Verstiften von Federn bewirkt. Sein Zusammenlegen und Aufbewahren wird durch einen geeigneten Druckknopf sowie Reißverschluss gesichert.
- Seine kreativen Ideen muss der Schirmmacher in Entwurf und Zeichnungen darstellen und auch Schnittmuster anfertigen können.

### Arbeitsmittel
Vom Schirmmacher werden in seiner Werkstätte oder an seinem Arbeitsplatz in einem Produktionsbetrieb bei den Arbeitsschritten verschiedene Werkzeuge verwendet. Die maschinelle Ausstattung kommt ohne Nähmaschine nicht aus.

## Zukunft
Die industrielle Anfertigung von Regenschirmen und ausländische Konkurrenz haben dazu geführt, dass Schirmmacher selten geworden sind, zumal sich auch die Reparatur der billigen Schirme nicht mehr lohnt oder aufgrund ihrer Herstellungsweise auch gar nicht mehr möglich ist. Bundesbildungsministerin Annette Schavan wollte in Deutschland die Zahl der Ausbildungsberufe reduzieren und dachte im Jahr 2007 an die Abschaffung dieses Berufsbildes. Sie setzte sich für die Abschaffung dieses und anderer, ähnlicher Spartenberufe (vor allem im produzierenden Handwerk) ein, was in Form der seit 1998 nicht mehr praktizierten Berufsausbildung auch Realität wurde. Es ist davon auszugehen, dass der Beruf in absehbarer Zeit ausstirbt. Momentan (Stand September 2011) existieren in Deutschland noch etwa acht Schirmmachermeister-Betriebe, wovon ein Betrieb die Ausbildung eigenverantwortlich durchführt.

## Schirmmuseum
In Italien bietet das „Museo dell’ombrello e del parasole“ in Gignese einen Einblick rund um den Schirm. Dabei werden auch das Leben der Schirmmacher in der Region sowie ihre Arbeitstechniken dargestellt.